# ورم الدبقيات قليلة التغصن الكشمي
يمكن استخدام Cyberknife لعلاج ورم الدبقيات قليلة التغصن الكشمي.
ورم الدبقيات قليلة التغصُّن الكشمي (بالإنجليزية: Anaplastic oligodendroglioma)‏ هو ورم عصبي ظهاري يعتقد أنه ينشأ من الخلايا الدبقية قليلة التغصن، وهي نوع من الخلايا الدبقية. في تصنيف منظمة الصحة العالمية (WHO) لأورام الدماغ، يتم تصنيف الأورام الدبقية قليلة التغصن الكشمية على أنها من الدرجة الثالثة. في سياق المرض، يمكن أن تتدهور إلى ورم الدبقيات قليلة التغصن الخبيثة للغاية، من الدرجة الرابعة. تحدث الغالبية العظمى من الأورام الدبقية قليلة التغصن بشكل متقطع، دون سبب مؤكد وبدون وراثة داخل الأسرة.